# Dóra Varga
Dóra Varga (ur. 11 marca 1986) – węgierska szablistka, brązowa medalistka mistrzostw świata.
W 2003 roku zdobyła brązowy medal w indywidualnej rywalizacji kadetek na mistrzostwach świata juniorów w Trapani. Na rozgrywanych rok później mistrzostwach świata juniorów w Płowdiwie zdobyła drużynowo srebrny medal.
Podczas mistrzostw świata w Lipsku w 2005 roku Węgierki w składzie: Edina Csaba, Orsolya Nagy, Gabriella Sznopek i Dóra Varga zdobyły brązowy medal w zawodach drużynowych. W tej samej konkurencji była też między innymi szósta na mistrzostwach świata w Turynie w 2006 roku.
Nigdy nie wzięła udziału w igrzyskach olimpijskich.